# Herr und Frau Bulle: Abfall
Abfall ist ein deutscher Fernsehfilm von Fabian Möhrke aus dem Jahr 2020. Es handelt sich um die dritte Episode der Kriminalfilmreihe Herr und Frau Bulle mit Alice Dwyer und Johann von Bülow als Ehepaar Yvonne und Heiko Wills. Die weiteren Mitglieder des Ermittlungsteams werden gespielt von Tim Kalkhof, Birge Schade und Stephan Bissmeier. Die Haupt-Gastrollen sind besetzt mit Marie-Lou Sellem, Fritzi Haberlandt, Nina Goceva, Samuel Finzi, Hansi Jochmann und Andreas Döhler.

## Handlung
Der Fallanalytiker Heiko Wills wird zu einem der Berliner Friedhöfe gerufen, auf dem Leichenteile gefunden wurden, die nicht zugeordnet werden können. Er spekuliert, dass womöglich eine Leiche auf mehrere Gräber verteilt worden ist, um Ermittlungen zu erschweren und Spuren zu verwischen.
Zeitgleich verfolgen seine Frau Yvonne Wills und ihr Kollege Kevin Lukowski den wahrscheinlichen Mörder des Buchhalters Carsten Volkmann, der eine junge Frau in seiner Gewalt hat. Es gelingt, die Verschleppte zu retten, bei der es sich, wie sich zu Yvonne Wills Überraschung herausstellt, um ihre Großnichte Lara handelt. Dem Verdächtigen gelingt allerdings die Flucht. Der Tod des Buchhalters ist durch Herzstillstand eingetreten. Wills will von seiner Frau wissen, ob es denn irgendeine Verbindung zwischen den Opfern gebe. „Keine, von der wir wüssten“, erwidert sie. Dann stellt sich jedoch heraus, dass das erste Opfer für Ekatarina Milov als Buchhalter gearbeitet hat, und Lara ist ihre Tochter. Milov entsorgt mit der Kreolova GmbH Müll im großen Stil und ist damit reich geworden. Der Name Norbert Welke, ein Mitbewerber der Kreolova GmbH, kommt ebenfalls ins Spiel. Der Mann wird seit drei Jahren vermisst. Es kursierte der Verdacht, dass Ekatarina Milov etwas damit zu tun gehabt haben könnte. Ihr Ruf ist nicht der Beste. Vor seinem Verschwinden war Welke noch erfolgreicher im Müllgeschäft als Milov und gerade dabei einen Riesenauftrag an Land zu ziehen, der nach seinem Verschwinden dann an die Kreolova GmbH ging. Heribert Welke, der Sohn des Verschwundenen, hat Ekatarina Milov gestalkt.
Es wird versucht, Lara aus dem Krankenhaus zu entführen, was jedoch vereitelt werden kann. Sie wird ins Haus der Wills verbracht, wo man sie sicher wähnt. Ihre Mutter soll enge Kontakte zu Vadim Kaparow und Maximilian Gorosky pflegen, den Köpfen der Russenmafia in Deutschland, auf deren Konto mindestens 17 Auftragsmorde, Drogen- und Menschenhandel gehen. Ein Steffen Gafroy vom BKA betritt unaufgefordert das Büro von Kriminaldirektor Pede, dem Vorgesetzten der Wills. Zur selben Zeit flieht Lara in einem günstigen Moment aus dem Haus der Wills, kann jedoch schnell wieder in Sicherheit gebracht werden. Urplötzlich widerruft Pede seine Aussagen hinsichtlich der Kontakte Milovs zur Russenmafia. Dass das mit dem Auftauchen von Gafroy zu tun hat, weiß zu diesem Zeitpunkt noch niemand.
Nachdem man Heribert Welke aufgespürt hat, wird schnell klar, dass er mit dem plötzlichen Verschwinden von Ekatarina Milov nichts zu tun hat. Von seiner Mitarbeiterin Diane Springer erfährt Heiko Wills, dass Lara von der vor einem Jahr suspendierten Polizistin Ricarda Bronkewitz abgeholt worden ist. Sie schien sie zu kennen und einverstanden zu sein. Bronkewitz hat durch einen von Ekatarina Milov angeordneten Brand ihrer Mülldeponie, bei dem giftige Gase freigesetzt worden waren, die einen nahegelegenen Campingplatz erreicht hatten, ihren Mann und ihren achtjährigen Sohn verloren. Seitdem ist sie hinter Ekatarina Milov her. Sie hat sie in einem alten Bauwagen festgebunden und fesselt nun auch Lara und übergießt sie mit Benzin. Ihre Mutter soll sie brennen sehen, das sei ihre Strafe, verkündet sie. Im letzten Moment können die Wells eingreifen und Mutter und Tochter befreien.
Der Kollege Gafroy vom BKA ist schon kurz zuvor von Kriminaldirektor Pede wegen Strafvereitelung im Amt festgenommen worden.

## Produktion

### Dreharbeiten
Der von der Eikon Media GmbH produzierte Film wurde vom 30. Oktober bis zum 29. November 2018 in Berlin und Umgebung gedreht. Peter Ulbrich hatte die Aufnahmeleitung, Marcella Rafael die Herstellungsleitung und Peter Jännert die Redaktion.

### Fragen an Dwyer, von Bülow, Schade und Kalkhof
Johann von Bülow antwortete auf die Frage von Christiane Beeck, was sich seit den beiden vorhergehenden Fällen zwischen dem gegensätzlichen Ehepaar Wills geändert habe und inwieweit sich die Zusammenarbeit auf die Beziehung beider auswirke: „Noch immer ist Yvonne nicht davon begeistert, mit ihrem Mann gemeinsam zu ermitteln. Heiko dagegen gefällt das nach wie vor sehr, schließlich ist er immer gern in der Nähe seiner Frau. Die dagegen sucht eher die Distanz, denn dieser Fall führt in das Umfeld von Yvonnes Familie, und da ist Vorsicht angesagt, schließlich weiß ja keiner, nicht mal ihr eigener Ehemann, dass sie über ihre Herkunft nicht ganz die Wahrheit gesagt hat. Sie muss also zweigleisig fahren. Aber Heiko wäre nicht Heiko, wenn er so reagieren würde, wie erwartet.“ Alice Dwyer nahm Stellung zu der Frage, warum Yvonne aus ihrer Sicht nicht davon begeistert sei, mit Heiko zusammenzuarbeiten. Das Paar habe sehr unterschiedliche Ansätze hinsichtlich seiner Ermittlungsarbeit. Yvonne gehe sehr viel tougher vor als Heiko und habe dadurch manchmal das Gefühl, dass Heikos Fürsorge dem im Wege stehe. Zudem störe sie sich daran, dass er sie vor den Kollegen gerne „Schatz“ nenne. Von Bülow äußerte auf die Vermutung, dass sich in Brandenburg viele illegale Mülldeponien befinden würden und wie viel Realität in diesem Film im Hinblick auf das Thema „Müllmafia“ stecke, dass mit der Entsorgung von Müll viel Geld zu verdienen sei, was sicher auch Verbrecher anziehe, die den Müll auf illegalen Deponien in Brandenburg entsorgen würden. Autor Axel Hildebrand habe im Film sogar seine Fachkenntnisse aus dem eigenen Umfeld eingebaut – da er angeblich den Sohn eines „Müllpatriarchen“ privat kenne. Daher gehe er davon aus, dass seine Recherche stimme. Vielleicht nicht das Ende des Films betreffend, aber das wolle man natürlich nicht verraten.
Birge Schade, die Diane, die rechte Hand von Heiko Wills spielt, entgegnete auf die entsprechende Frage, dass beide die gegenseitige Loyalität besonders aneinander schätzen. Außerdem hegten sie beide eine große Begeisterung für ihre „Täter“. Tim Kalkhof meinte zu seiner Figur, Kevin sei eher der „handfeste“ Typ, der sich auf seine physische Präsenz und seine guten Kontakte zur Straße verlasse. Er sei ein echter Berliner mit dem Herzen am rechten Fleck, der das Gesetz gerne auch mal etwas großzügiger interpretiere.

## Rezeption

### Veröffentlichung, Einschaltquote
Bei seiner Erstausstrahlung am 16. Mai 2020 zur Hauptsendezeit im ZDF erreichte der Film 5,48 Millionen Zuschauer. Daraus ergab sich ein Marktanteil von 17,5 Prozent.

### Kritik
Tilmann P. Gangloff gab dem Film auf der Seite tittelbach.tv 4½ von 6 möglichen Sternen und lobte: „Nach durchwachsenem Start und deutlich besserer zweiter Episode etabliert sich ‚Herr und Frau Bulle‘ […] mit ‚Abfall‘ endgültig als Bereicherung des Samstagskrimis im ZDF. Die Geschichte ist schon nicht schlecht, aber die Umsetzung ist noch besser, zumal Fabian Möhrke den teilweise makabren Humor des Drehbuchs (Axel Hildebrand) mit souveränem Understatement inszeniert hat. Neben der Konstellation des Ermittlerehepaars Yvonne und Heiko Wills […] liegt der inhaltliche Reiz erneut in der persönlichen Involviertheit: Die Berliner ‚Müllkaiserin‘ entpuppt sich als Yvonnes Großtante. Der Film wäre schon allein wegen der Grandezza, mit der Marie-Lou Sellem diese herrlich klischeehafte russische Immigrantin verkörpert, sehenswert. In weiteren kleinen, aber feinen Rollen wirken Fritzi Haberlandt, Samuel Finzi und Andreas Döhler mit.“
Auf der Seite Goldene Kamera erhielt der Film vier von fünf möglichen Kameras, weil „der Mix aus Humor und Spannung nichts für die Tonne ist! Dieses Cop-Ehepaar überzeugt einfach“.
In der Frankfurter Rundschau schrieb Tilmann P. Gangloff: „Fabian Möhrke ist nach Till Franzen und Uwe Janson der dritte Regisseur beim dritten Film und hat den Stil der Reihe perfektioniert: Mit ‚Abfall‘ wird ‚Herr und Frau Bulle‘ endgültig zu einer Bereicherung des Krimisamstags im ZDF. Für Spannung sorgt nicht nur in den Actionszenen die elektronische Musik von Andreas Koslik, der schon im ersten Film entscheidenden Anteil daran hatte, dass der Krimi keine Komödie war. Außergewöhnlich gut ist auch die Bildgestaltung durch Tim Kuhn. Der Kameramann hat gerade bei den Nachtaufnahmen innen wie außen sichtbar viel Zeit in die Lichtsetzung investiert.“ […] „Kleine, aber feine Rollen“ hätten Fritzi Haberlandt als Kommissarin aus Brandenburg sowie Samuel Finzi als BKA-Beamter. „Die Mitwirkung der prominenten Gastdarsteller“ spreche „allerdings sowohl für die Qualität des Drehbuchs wie auch für den guten Ruf Möhrkes“. Gangloff hob zudem hervor, dass der „Reiz der Reihe“ im „Kontrast zwischen den beiden Hauptfiguren“ liege.
Julian Miller von Quotenmeter.de konnte auch diesem deutschen Krimi nichts abgewinnen und meinte, im Ergebnis zeige der Film leider eine ziemlich überkommene Rollenverteilung hinsichtlich des Ermittlerehepaares. „Der Mann“ mache „die Inhalte, und die Frau“ fühle „ganz toll mit“. Und weiter: „Was in dieser brachialen Einfachheit eine gewisse reaktionäre Lesart von Geschlechterverhältnissen fortschreibt, die man im Jahr 2020 in dieser Form eigentlich nicht mehr im Mainstream-Fernsehen erwarten würde. Da wäre ein ‚gleicheres‘ Ermittlerpaar doch mal die bessere, weil ebenbürtigere Lösung gewesen.“